# HMS Victorious (S29)
HMS Victorious (S29) je jaderná balistická ponorka Britského královského námořnictva, která byla roku 1995 uvedena do služby. Jedná se o jednotku třídy Vanguard.

## Technické specifikace
Délka ponorky Victorious činí 150 m a šířka 12,8 m. Při ponoření dosahuje výtlak ponorky 15 900 t. Maximální rychlost ponořené ponorky je vyšší než 25 uzlů a posádku tvoří 135 důstojníků a námořníků.

## Galerie

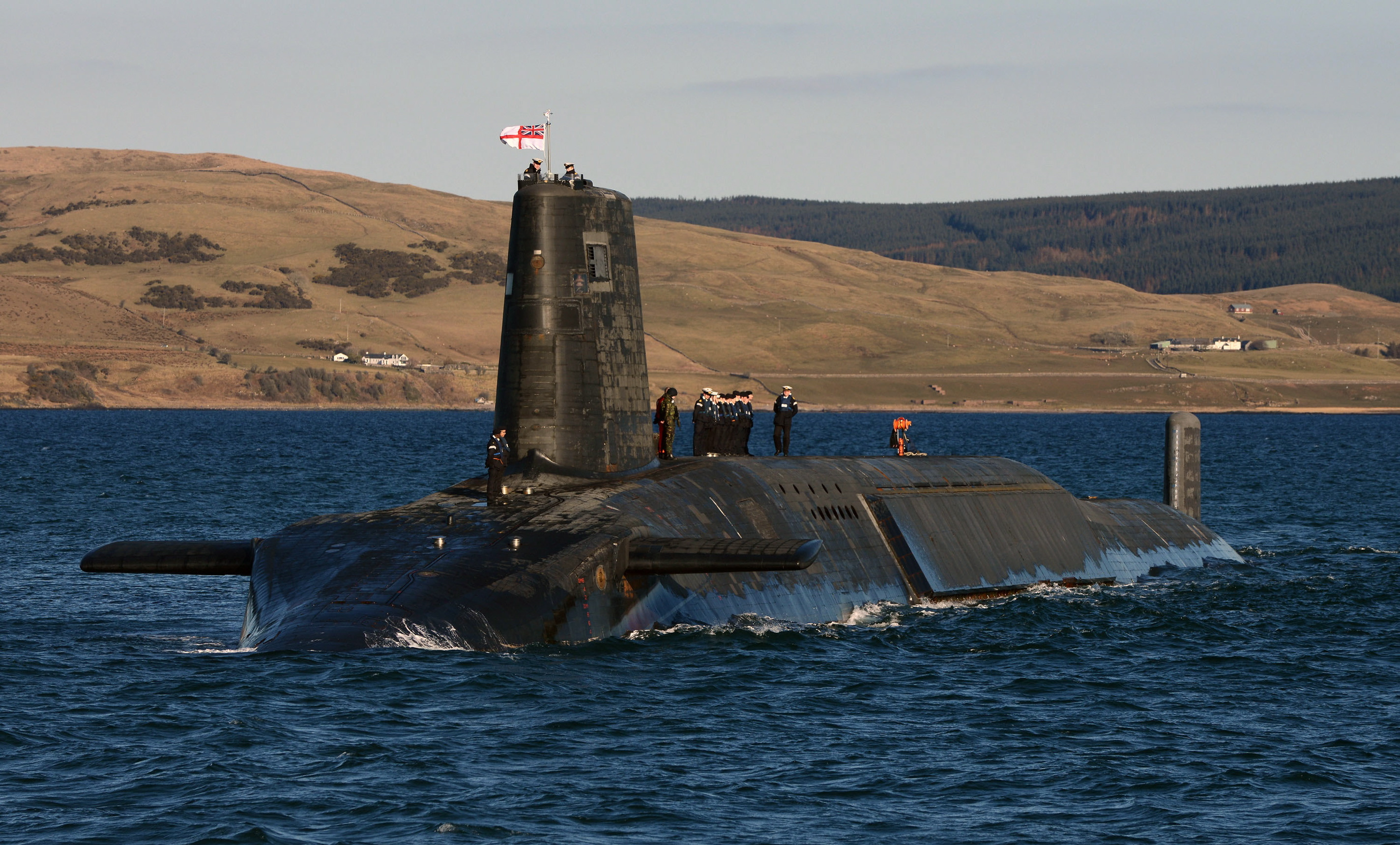
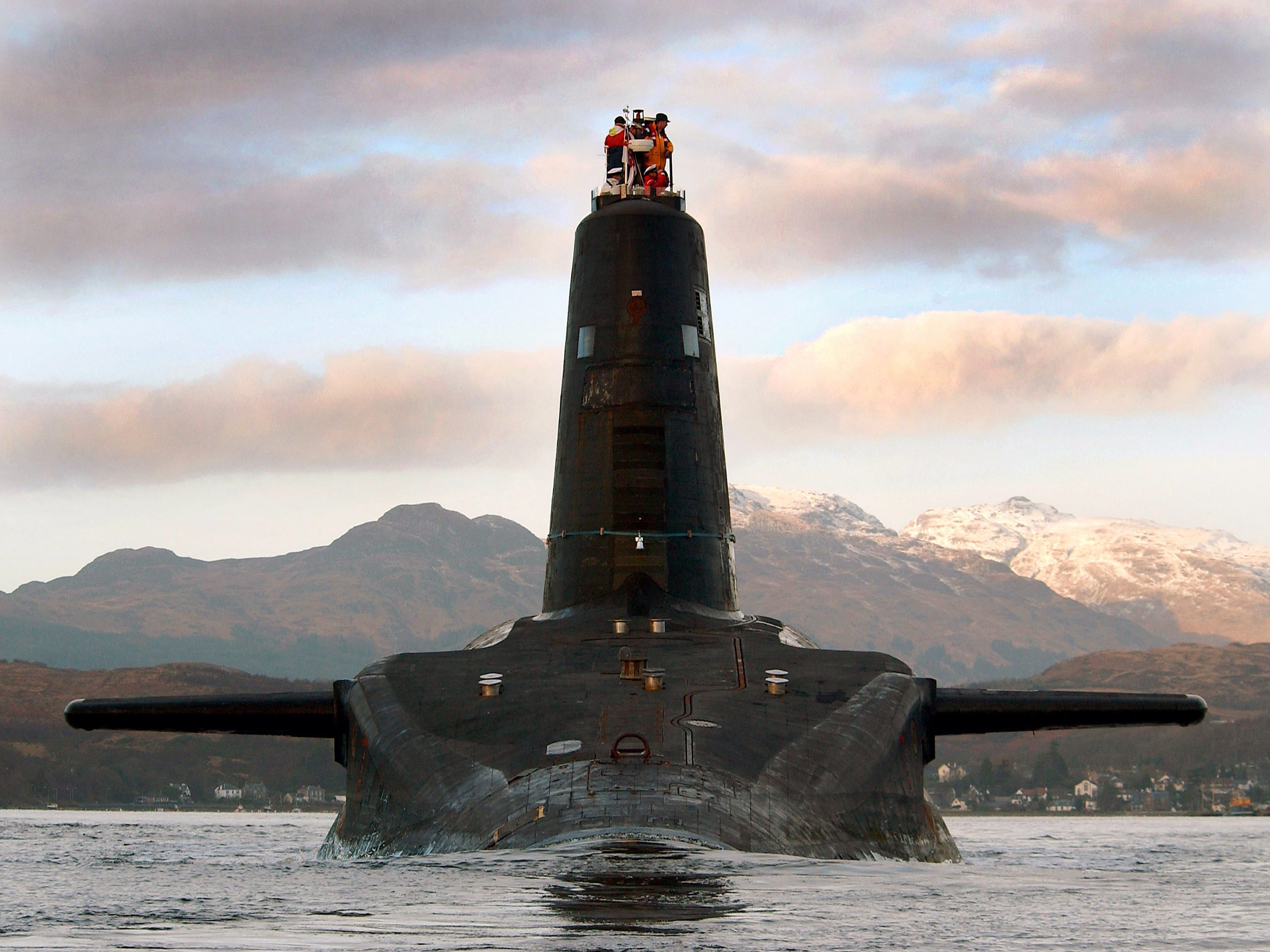
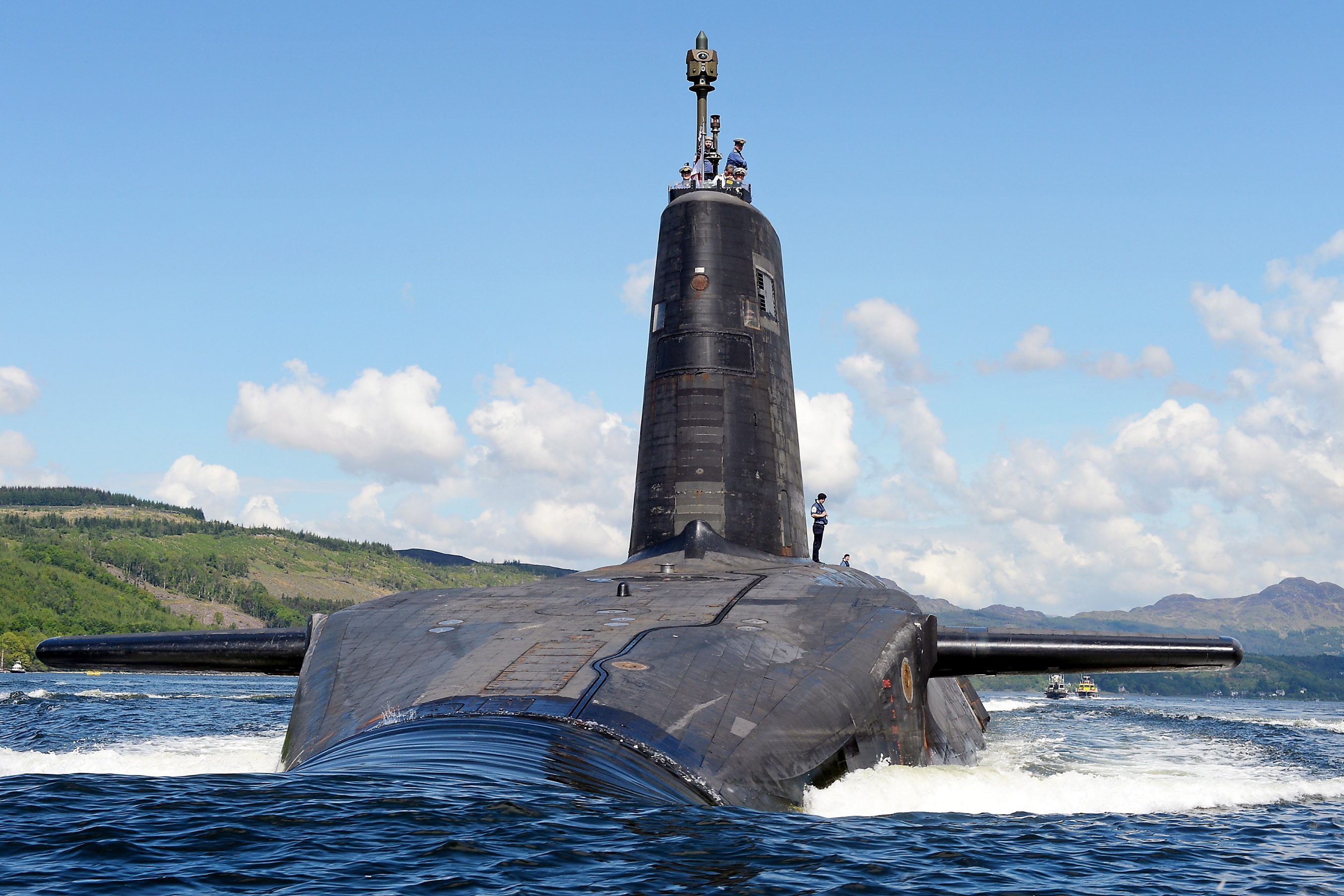
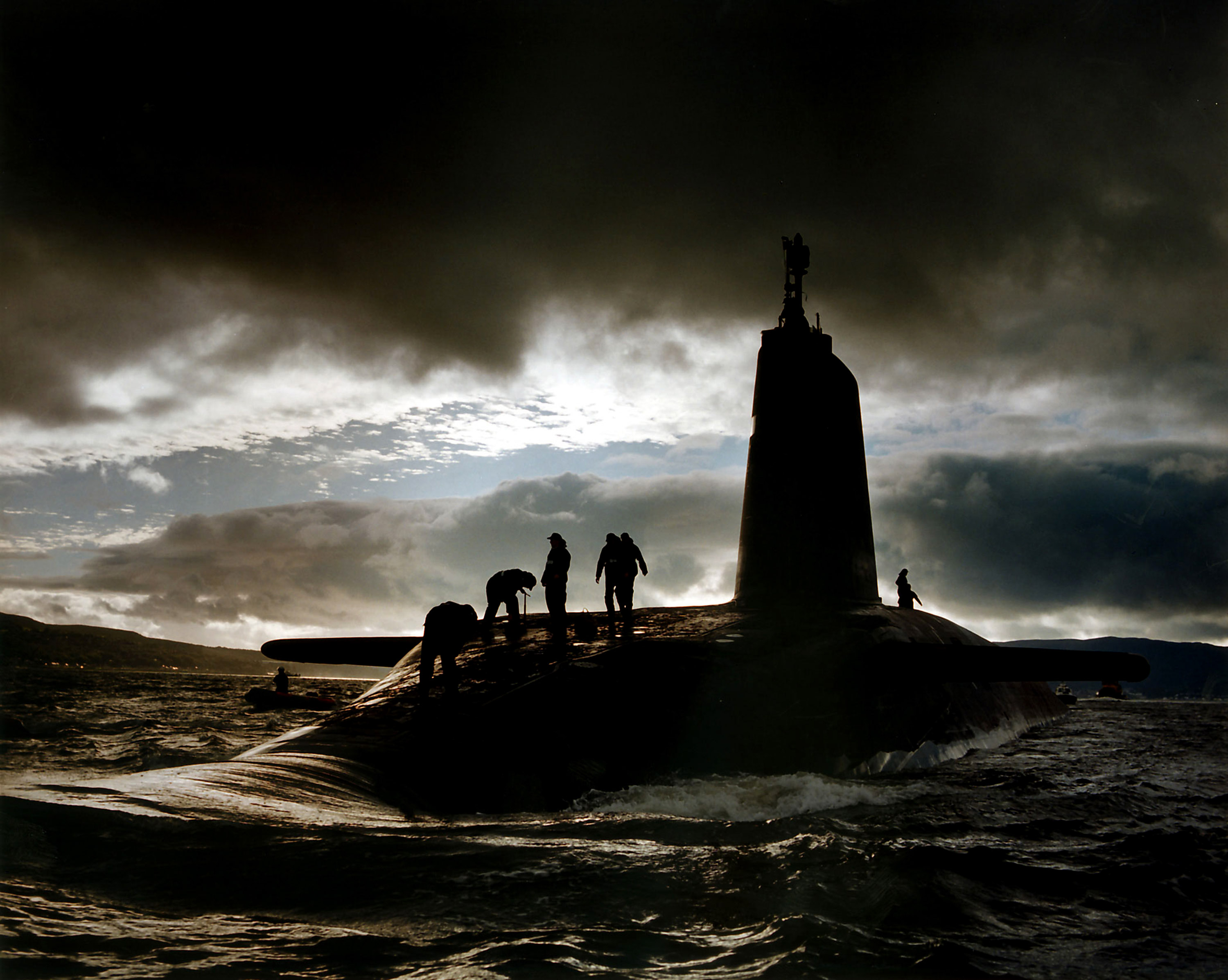
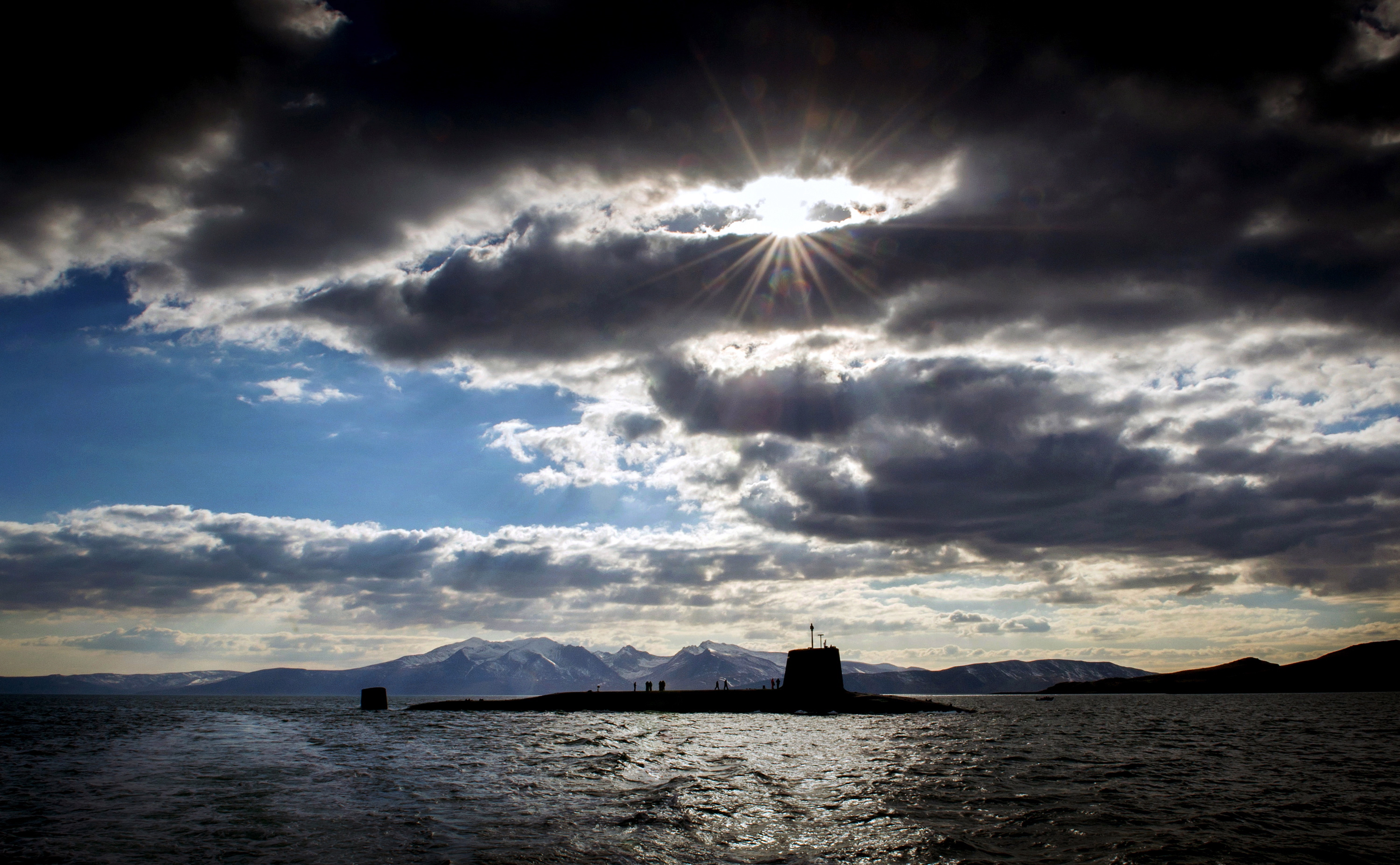
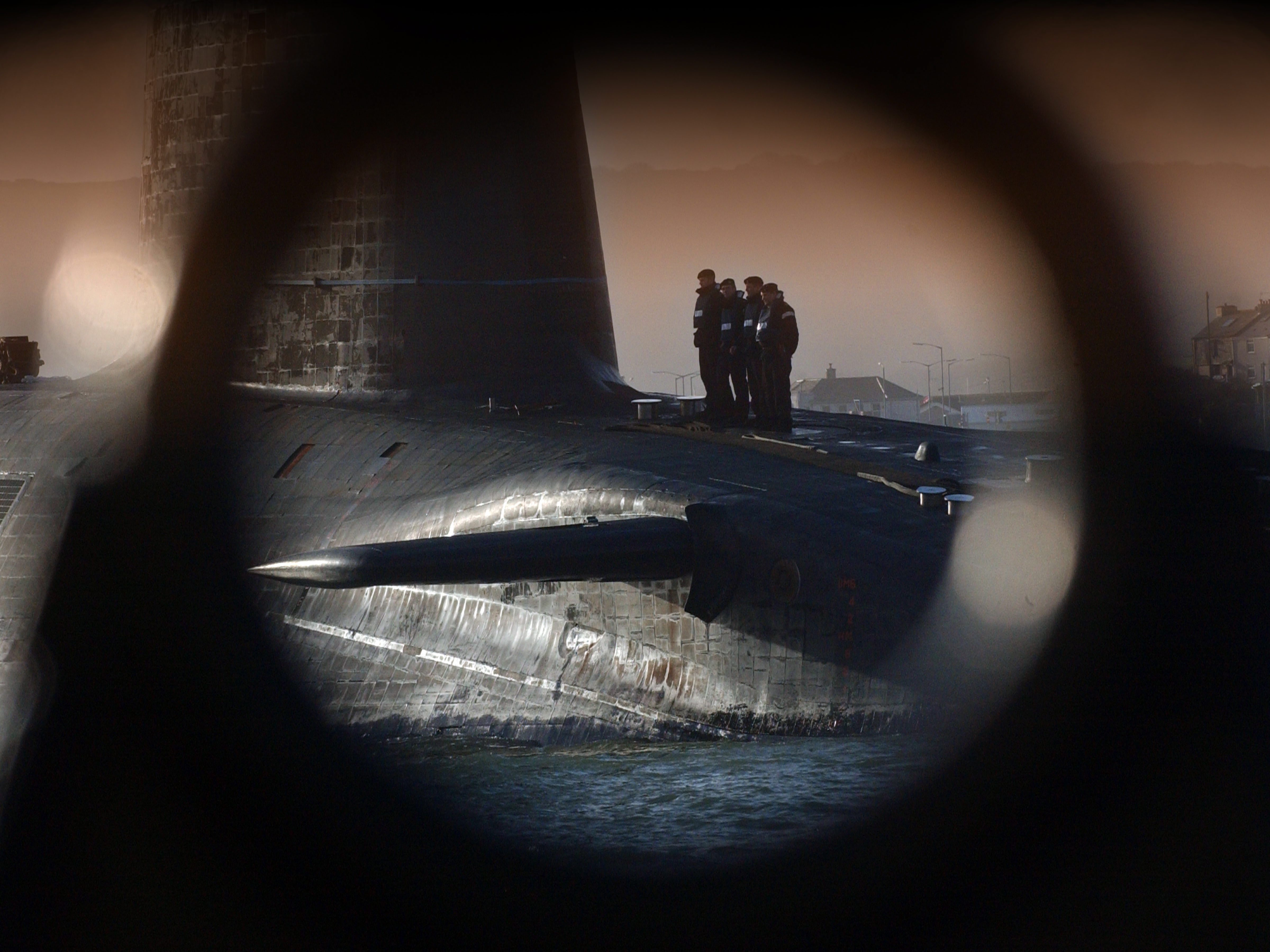
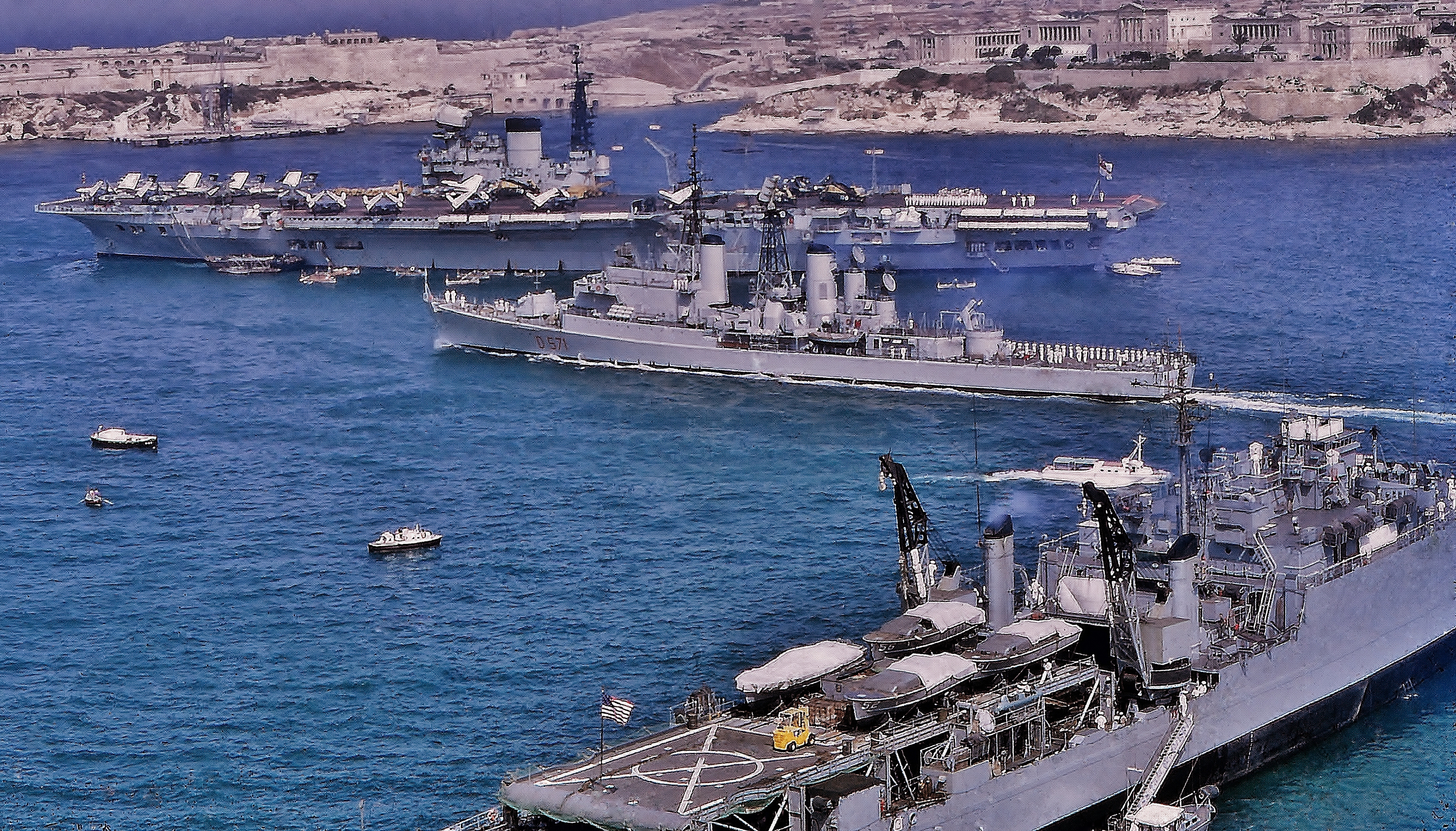